# 英国铁路185型柴油动车组
英國鐵路185型柴聯車是西門子Desiro系列的柴聯車，由西门子在德国为火车运营公司第一奔寧特快 製造，目前由奔寧特快營運。

## 背景和历史
第一奔寧特快於2003年獲得的特许经营协议中，要求订购時速可達一百英里的柴聯車，其他規個包括空调、每辆车两个洗手间（其中一个适合行动不便的乘客）、各車廂之間有通道相連、車廂內有行李和自行车存放空间、車廂內有閉路電視、为轮椅乘客提供的设施，以及头等舱座位。另外，相較於158型的一個進步，使本型車的加速度可與180型相比。
到2007年1月，所有51組列車皆投入運用，取代了兩輛車與三輛車編組的158型與175型。

## 设计

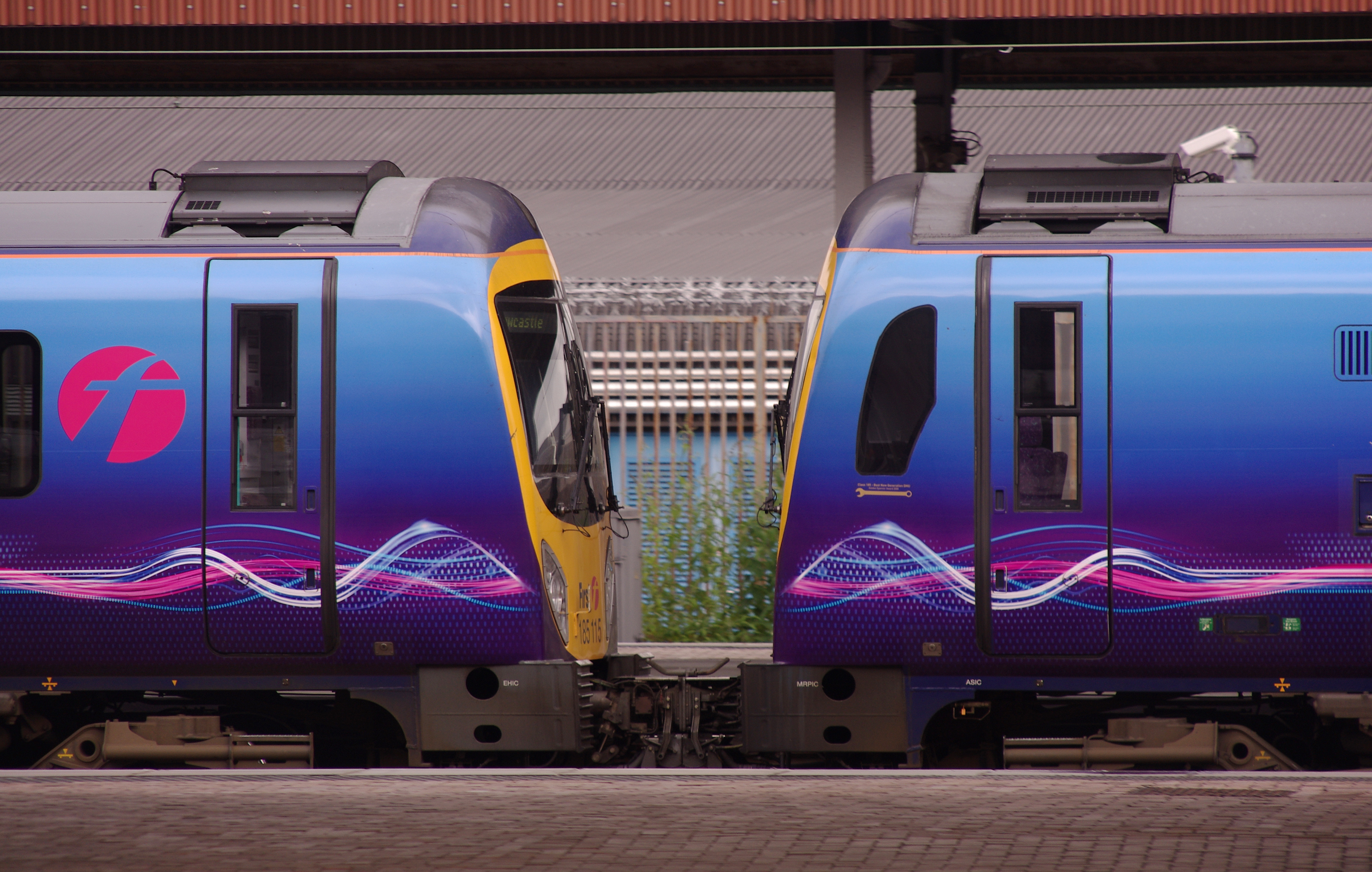
185型於約克

每節車廂都有一具出力560 kW（750 hp） 的康明斯QSK19柴油引擎，使用Voith T32三速液力變速器（配備減速器 ）連接傳動軸，驅動一個轉向架上的兩個輪軸。 引擎與扭力轉換器乃置於車架下的彈性底座上，而冷卻系統與發電機也在車架下方，由引擎經由液壓驅動。  發電機能提供400V50Hz的三相電源經整流變壓後供各種電器使用；車組間的電線串接400V交流電與110V直流電。
轉向架為西門子的SF5000型，其軸距為2.600米（8英尺6.4英寸），主減震機構為鋼圈彈簧與橡膠構成，次級減震為空氣彈簧，機械剎車採輪上碟式剎車。 與其所取代的158型相比，185型較重且懸吊較硬。故在某些路線，185型的行駛速度限制較158型為低，不過其較佳的加速性能可彌補此限制。

每組車由三節車廂組成：頭端車（DMOSB）有2+2配置的64個標準座位，有些座位兩兩相對，其間有小桌，本車還有行李與自行車放置空間。中間車（MOSL）有72個2+2配置的標準座位，有些有些座位兩兩相對，其間有小桌；本車有盥洗室。另端車（DMOCLW）有18個標準座位以及15個2+1配置的頭等艙座位、一個輪椅空間、無障礙盥洗室。

### 經濟模式
本型车是为丘陵路线设计的 ，结果所裝配的引擎功率頗高，對大多数路线来说是不必要的，因此本型車與其他柴聯車相比，燃油效率较低。在2007年中，西门子和第一奔寧特快开始了一项名为“經濟模式”的计划，以提高本型车的效率。其中包括提供驾驶员關於路線與行駛的建議，包括何时可关闭一部柴油引擎而僅靠其餘兩部引擎行駛，以提升行駛效率。此外在調車時仅使用一部引擎，並在車場自動關閉引擎，而减少燃油消耗。這些措施最初节省了7％的燃油。 此外，由于引擎的空转更少，因此运转更少（每部车每天減少2小时的发动机時數），其使用寿命可以延长15％。不過由于此功能在使用过程中由於軟體導致的故障，已从185型車中删除了此功能。

## 未来
奔寧特快将于2020年逐步投入新的397型和802型列車 。最初计划將22組185型還回Eversholt铁路集团 。
在2019年9月，奔寧特快表示，在升级期间将只退还15組額外用車，而如果奔寧特快承接東米德蘭鐵路於2021年12月起終止的，利物浦至诺丁汉之間的路線服务，則奔寧特快將保留所有的51組185型列車。

## 翻新
2017年6月，奔寧特快依據其特許權的要求，翻新185型的內裝， 第一組車于2017年7月完成，并在同一周内投入使用。翻新內容包括新座椅（包括头等舱的皮椅），每对座椅的标准插头和USB插座，全新的木制风格装饰，翻新的洗手间和LED照明。装修工作于2018年完成。